# Couvent des Ursulines de Thoissey
Pour les articles homonymes, voir Couvent des Ursulines.
Le couvent des Ursulines est un ancien couvent situé à Thoissey, en France.

## Localisation
Le couvent est situé dans le département français de l'Ain, sur la commune de Thoissey.

## Historique
L'édifice est inscrit au titre des monuments historiques par arrêté du 20 mai 1980. Un nouvel arrêté d'inscription du 21 juillet 2023.